# Бинг, Джордж, 6-й виконт Торрингтон
Вице-адмирал Джордж Бинг, 6-й виконт Торрингтон (англ. George Byng, 6th Viscount Torrington; 5 января 1768 — 18 июня 1831) — британский флотоводец и пэр. Он командовал кораблем HMS Cumberland, на котором король Вильгельм I вернулся в Нидерланды из своего изгнания в Лондоне.

## Ранний период жизни
Джордж Бинг родился 5 января 1768 года в Лондоне. Старший сын полковника Джона Бинга, 5-го виконта Торрингтона (1743—1813), и его жены Бриджит Форрест (? — 1823), дочери коммодора Артура Форреста. Первоначально он получил образование в Гринвиче, но затем был переведен в семинарию в Паддингтоне, где он завершил свое образование, готовясь к вступлению в Королевский флот, как это было запланировано для него с раннего возраста.

## Карьера в военно-морском флоте
Джордж Бинг поступил на службу в королевский флот в февраля 1778 года, вступив на 74-пушечный линейный корабль HMS Thunderer в качестве мичмана. 27 июля Бинг увидел свое первое сражение в нерешительном бою при Уэссане. В 1780 году он перешел на 32-пушечный фрегат HMS Alarm, но вскоре после этого перешел на службу на 32-пушечный фрегат HMS Active. На нем Джордж Бинг сражался в битве при Порто-Прая 16 апреля 1781 года. После битвы Active был отделен от ее эскадры в составе эскорта конвоя, плывущего на станцию в Ост-Индии. Там Бинг был взят на борт линейного корабля HMS Superb, который был флагманом контр-адмирала сэра Эдварда Хьюза. Оставаясь на корабле, Бинг впоследствии участвовал в двух сражениях между Хьюзом и французским адмиралом Пьером Андре де Сюффреном, оказавшись очень близко к гибели в последнем из двух сражений, когда весь расчет орудия, которым он командовал, был сражен попаданием пушечного ядра, но Джордж Бинг отделался лишь незначительным осколочным ранением.
В сентябре 1783 года англо-французская война закончилась, и Эдвард Хьюз вернулся домой. Однако Бинг не поехал с ним и вместо этого перевелся на линейный корабль HMS Defence, флагман коммодора Эндрю Митчелла. Он вернулся домой из Ост-Индии на Defence в декабре 1785 года. По прибытии домой Джордж Бинг сдал экзамен на повышение до лейтенанта, но не сразу получил повышение, вместо этого поступил корабль HMS Jupiter, который был флагманом коммодора Уильяма Паркера на станции Подветренных островов. В 1789 году Паркер должен был покинуть Подветренные острова, но прежде чем он это сделал, появилась вакансия лейтенанта, и Бинг был одним из двух кандидатов на нее. Паркер заставил Бинга и другого мичмана, Джозефа Бингема, бросить кубик, чтобы решить, кто получит повышение. Бингем выиграл и ушел с Паркером в качестве лейтенанта .
Паркера на посту сменил контр-адмирал сэр Джон Лафорей, который взял Джорджа Бинга на борт своего флагмана, 50-пушечного четвертого ранга HMS Trusty. В сентябре 1790 года Джордд Бинг наконец получил повышение до лейтенанта, поступил на 16-пушечный шлюп HMS Shark, на котором он затем отплыл домой в Англию. В начале 1791 года Бинг был назначен на службу на 74-пушечный линейный корабль HMS Illustrious, а с него он перешел на должность первого лейтенанта на корабле HMS Druid, на котором он участвовал в нескольких успешных патрулях по борьбе с контрабандой у берегов Англии. Затем Бинг был назначен на службу лейтенантом на борт линейного корабля HMS Impregnable, флагмана контр-адмирала Бенджамина Колдуэлла. Бинг все еще числился в списках Impregnable, когда он сражался в битве Славное первое июня в 1794 году, но до этого он был сбит болезнью и сошел на берег, таким образом пропустив битву. Он оправился от болезни и снова присоединился на Impregnable по возвращении в порт, а в октябре того же года был повышен до коммандера.
Джордж Бинг был немедленно назначен под командование 12-пушечным шлюпом HMS Ferret для службы в Северном море. Находясь на станции некоторое время после этого, он временно командовал фрегатом HMS Artois, пока его капитан, капитан сэр Эдмунд Нэгл, отсутствовал. В июне 1795 года Джордж Бинг был повышен до пост-капитана и получил 20-пушечную плавучую батарею HMS Redoubt.
Некоторое время спустя Джордж Бинг был переведен из Redoubt командовать фрегатом HMS Mercury. Он служил на ней на станции Ньюфаундленд под командованием вице-адмирала сэра Джеймса Уоллеса. В августе 1796 года станция была атакована экспедицией под командованием французского контр-адмирала Жозефа де Ришери, в которую входили семь линейных кораблей и три фрегата. Имея всего лишь 50-пушечный четвертого ранга, два фрегата и два шлюпа, британцам удалось остановить силы от осуществления полного вторжения в поселение, и экспедиция ушла в следующем месяце. В 1797 году Джордж Бинг покинул Mercury и вместо этого поступил на фрегат HMS Galatea, чтобы служить в Ла-Манше и в Ирландском море.
Джордж Бинг патрулировал эти районы на Galatea до конца Французских революционных войн, в течение которых он захватил несколько вооруженных французских судов. В 1801 году Galatea патрулировала в Бискайском заливе, когда она попала в ураган и лишилась мачты, лишь чудом избежав полного затопления, хотя только один человек из ее команды погиб во время шторма. Когда в следующем году вступил в силу мир, Galatea находилась у берегов Ирландии, занимаясь борьбой с контрабандой, и Бинг оставался на её борту до мая 1802 года, когда он был вынужден оставить свое командование из-за ухудшающегося здоровья, вызванного напряжением, которое он получил во время плавания предыдущей зимой.
Восстановив здоровье, находясь на половинном жалованье, Джордж Бинг подал заявку на новое командование в начале Наполеоновских войн в мае 1803 года. Ему дали линейный корабль HMS Texel, и когда он принял командование над блокшипами, размещенными на реке Медуэй. В августе 1804 года Бинг был переведен на 50-пушечный HMS Malabar и командовал им до марта 1805 года, когда он перешёл на линейный корабль HMS Belliqueux. Осенью того же года он отплыл в составе эскадры, перевозившей небольшую армию под командованием генерал-майора сэра Дэвида Бэрда в голландскую Капскую колонию, где 18 января 1806 года силам удалось заставить поселение капитулировать.
Несколько кораблей Ост-Индской компании оказали помощь на Мысе, и поскольку они больше не были нужны, Джордж Бинг был отправлен конвоировать их в Мадрас. Когда корабли прибыли туда, их капитаны в знак благодарности подарили ему тарелку стоимостью 100 фунтов стерлингов. Затем Belliqueux присоединился к Ост-Индской станции, служа в эскадре контр-адмирала сэра Эдварда Пелью. 27 ноября они захватили или уничтожили фрегат, семь бригов и двадцать более мелких судов в голландском поселении Батавия во время рейда. В этом бою Бинг получил похвалу от Пелью, который подал ему сигнал, сказав: «Ваше рвение я заметил». После этого Бинг остался в Ост-Индии, но мало что представляло интерес, пока в 1809 году его не назначили коммодором и не поручили командовать конвоем с войсками вторжения, идущими из Бомбея для атаки на остров Родригес в начале кампании на Маврикии. Правительство Бомбея отблагодарило Бинга подарком в размере 300 фунтов стерлингов за эту услугу. Бинг и Belliqueux окончательно покинули Ост-Индскую станцию в июне 1810 года, когда ему было приказано отправиться в Китай, чтобы помочь защитить там британское торговое судоходство.
Бинг отплыл из Макао в конвое с семью восточно-индийскими кораблями в феврале 1811 года и прибыл с ними на остров Святой Елены 15 мая, где он присоединился к другому конвою торговых судов и продолжил путь в Англию, прибыв в Даунс в августе. Первый лорд Адмиралтейства Чарльз Филипп Йорк предложил Джорджу Бингу на выбор командовать одним из двух новых 74-пушечных линейных кораблей, которые должны были быть введены в эксплуатацию вскоре после этого. Однако Бинг попросил, чтобы вместо этого ему дали командование старым линейным кораблем, который имел более выгодный для него дизайн, и впоследствии ему дали линейный корабль HMS Warrior.
8 января 1813 года после смерти своего отца Джордж Бинг унаследовал титул 6-го виконта Торрингтона. Несмотря на это Бинг продолжал служить на Warrior, в основном в Балтийском и Северном морях. В ноябре того же года Нидерланды были освобождены, что позволило вернуться монархии. Джордж Бинг был выбран для перевозки короля Вильгельма через Ла-Манш, и Warrior погрузил короля на борт в Даунсе 25 ноября. Они высадили королевскую свиту в Шевелинге 30 ноября, а затем Бинг сопровождал её в Гаагу. За свои заслуги перед королем Бинг был произведен им в рыцари Военного ордена Вильгельма. После этого, вернувшись на Warrior, Джордж Бинг сопровождал конвой торговых судов в Вест-Индию, и во время этого длительного плавания он был произведен в контр-адмиралы в июне 1814 года.
После окончания Наполеоновских войн Джордж Бинг больше не служил на море и даже отказался от должности главнокомандующего Подветренных островов в 1818 году, мотивируя это тем, что его здоровье слишком сильно ухудшилось за долгие годы службы за рубежом, и он был слишком занят своей растущей семьей, чтобы занимать какие-либо другие должности.

## Браки и дети
Лорд Торрингтон был дважды женат. Первый раз 8 февраля 1793 года Элизабет Лэнгмид (? — 20 августа 1810), дочери Филиппа Лэнгмида. Дети от первого брака:
- Достопочтенная Люси Элизабет Бинг (? — 2 апреля 1875), в 1836 году она вышла замуж за преподобного Джона Лукина.

Во второй раз 5 октября 1811 года он женился на Фрэнсис Гарриет Барлоу (? — 7 февраля 1868), дочери адмирала сэра Роберта Барлоу и Элизабет Гарретт. Дети от второго брака:
- Достопочтенная Хилари Кэролайн Бинг (1815 — 16 января 1889), в 1845 году она вышла замуж за Уильяма Хатчеона Холла.
- Джордж Бинг, 7-й виконт Торрингтон (9 сентября 1812 — 27 апреля 1884), старший сын и преемник отца. Занимал пост губернатора Цейлона (1847—1850)
- Достопочтенный Роберт Барлоу Палмер Бинг (30 ноября 1816 — 18 декабря 1857)
- Достопочтенный Джеймс Мастер Оуэн Бинг (20 июля 1818 — 21 мая 1897)
- Достопочтенный Рассел Джон Моррис Бинг (4 августа 1823 — 27 апреля 1850).